# Antonio Osuna
Antonio Osuna es un pitcher relevista de béisbol de la Major League Baseball que está como agente libre. Nació el 12 de abril de 1973 en Sinaloa, México. Lanza y batea con la derecha.
Empieza su carrera como beisbolista en México con los Tigres de México, con quienes fue nombrado Novato del Año en la Liga Mexicana en 1992. Debido a ellos obtiene el sobrenombre de Antonio "El Cañón" Osuna, con 35 años de edad. Inició su carrera en las grandes Ligas con Los Angeles Dodgers, firmando con ellos en 1991 y haciendo su debut el 25 de abril de 1995, apareciendo en 39 juegos para Los Angeles en ese año. Durante 1995 llegó a ser el prospecto número 2 de los Dodgers y ocupar el puesto número 15 de la lista general según Baseball America. Las siguientes tres temporadas, Osuna tuvo una excelente carrera pues tuvo una efectividad de 3.00, 2.19 y 3.06. El 17 de marzo de 2001, fue contratado por Chicago White Sox junto con Carlos Ortega (jugador de las ligas menores) por Gary Majewski, y Andre Simpson y Orlando Rodrígues (también de las ligas menores). Debido a una lesión, Osuna pasó un tiempo en la lista de deshabilitados durante el 2001, llegando a jugar sólo 4 partidos. En el 2002, reaparece jugando 59 partidos para llegar 3.86 de efectividad. Sin embargo, en el 2003 fue contratado por los New York Yankees junto con Delvis Lantigua (ligas menores) por Orlando Hernández.
Luego de la temporada del 2003, Osuna se convierte en agente libre, por lo que firma con los San Diego Padres. De nuevo, luego de la temporada 2004 es agente libre y firma con los Washington Nationals. Solo pichó 2.3 innings con Washington abandonando con 11 carreras a favor, antes de que fuera colocado en la lista de incapacitados el 18 de abril. Después de esa temporada fue puesto como agente libre. 
En 2007, Osuna jugó en la Liga Mexicana Triple-A para los Tigres de Quintana Roo llegando a tener 1.61 de efectividad en 22 juegos e invitado a jugar con el equipo All-Star. jugó de nuevo en el 2008 con ellos, pero suefectividad bajó a 7.94 en solo 11 juegos.
En total, en las Grandes Ligas Osuna participó en 11 temporadas donde realizó 411 relevos en 488.2 entradas, con una global de 36-29 en ganados y perdidos, 21 juegos salvados, 3.68 de efectividad, 209 bases otorgadas y 501 ponches. 
En 10 temporadas en la Liga Mexicana del Pacífico, desde 1991-92 con Guasave, Ciudad Obregón, Hermosillo y Los Mochis, tiene un total de 147 relevos, con foja de 11-11 y 63 juegos salvados.
Osuna y su esposa Arcelia tienen 3 niños: Lohami, Lenix y Yorvit